# 16 км (зупинний пункт, Донецька залізниця)
16 кілометр — пасажирська зупинна залізнична платформа Лиманської дирекції Донецької залізниці.
Розташована на західній околиці с. Новобахмутівка, Покровський район, Донецької області. Платформа розташована на лінії Очеретине — Горлівка між станціями Очеретине (16 км) та Новобахмутівка (5 км).
Через бойові дії рух приміських та пасажирських поїздів на даній ділянці припинено.